# 中亚山柳菊
中亚山柳菊（学名：Hieracium asiaticum），为菊科山柳菊属下的一个植物种。其种加词“asiaticum”意为“亚洲的”。
现接受名为刚毛细毛菊指名亚种（Pilosella echioides subsp. echioides F. W. Schultz）。